# Idioblasta procellaris
Idioblasta procellaris là một loài bướm đêm trong họ Crambidae.